# 大ラーフラ教誡経
大ラーフラ教誡経（だいラーフラきょうかいきょう、巴: Mahārāhulovāda-sutta, マハーラーフローヴァーダ・スッタ）とは、パーリ仏典経蔵中部に収録されている第62経。『教誡羅睺羅大経』（きょうかいらごらだいきょう）とも。
釈迦が、息子ラーフラ（羅睺羅）に仏法を説く。

## 構成

### 登場人物
- 釈迦
- ラーフラ（羅睺羅） --- 釈迦の息子。沙弥。

### 場面設定
ある時、釈迦は、コーサラ国サーヴァッティーのアナータピンディカ園（祇園精舎）に滞在していた。
そこで釈迦は息子である沙弥ラーフラに、五蘊が非我であることや、入出息念（アーナーパーナ・サティ）、五大元素（五大）の観想、四無量心などを説く。
ラーフラは歓喜する。

## 内容
四無量心が説かれる。

Mettaṃ rāhula bhāvanaṃ bhāvehi. Mettaṃ hi te rāhula bhāvanaṃ bhāvayato yo vyāpādo so pahīyissati. 

Karuṇaṃ rāhula bhāvanaṃ bhāvehi. Karuṇaṃ hi te rāhula bhāvanaṃ bhāvayato yā vihesā sā pahīyissati.

Muditaṃ rāhula bhāvanaṃ bhāvehi. Muditaṃ hi te rāhula bhāvanaṃ bhāvayato yā arati sā pahīyissati. 

Upekkhaṃ rāhula bhāvanaṃ bhāvehi. Upekkhaṃ hi te rāhula bhāvanaṃ bhāvayato yo paṭigho so pahīyissati.
ラーフラよ、慈の瞑想を深めなさい。というのも、慈の瞑想を深めれば、どんな瞋恚も消えてしまうからです。

ラーフラよ、悲の瞑想を深めなさい。というのも、悲の瞑想を深めれば、どんな害意も消えてしまうからです。

ラーフラよ、喜の瞑想を深めなさい。というのも、喜の瞑想を深めれば、どんな不満も消えてしまうからです。

ラーフラよ、捨の瞑想を深めなさい。というのも、捨の瞑想を深めれば、どんな怒りも消えてしまうからです。

## 日本語訳
- 『南伝大蔵経・経蔵・中部経典2』（第10巻） 大蔵出版
- 『パーリ仏典 中部（マッジマニカーヤ）中分五十経篇I』 片山一良訳 大蔵出版
- 『原始仏典 中部経典2』（第5巻） 中村元監修 春秋社